# Ghiacciaio Ball (Terra Vittoria)
Il ghiacciaio Ball è un ghiacciaio lungo circa 13 km situato nella regione centro-occidentale della Dipendenza di Ross, nell'Antartide orientale. Il ghiacciaio, il cui punto più alto si trova a circa 2600 m s.l.m., si trova nell'entroterra della costa di Scott e ha origine dal versante sud-orientale del monte Hooker, nel versante orientale della dorsale Royal Society, da dove fluisce verso nord-est, scorrendo tra la cresta Craw e la cresta Tasman, parallelamente al ghiacciaio Hooker, fino a unire il proprio flusso a quello del ghiacciaio Blue.

## Storia
Il ghiacciaio Ball è stato mappato dai membri del reparto neozelandese della Spedizione Fuchs-Hillary, condotta dal 1956 al 1958. In seguito esso è stato così battezzato dal comitato neozelandese per i toponimi antartici in onore dello scalatore neozelandese Gary Ball, che fu assistente di campo di R. H. Findlay nella spedizione da lui condotta nel 1980-81 e facente parte del programma di ricerca antartico neozelandese.